# غواصان جهنم
غواصان جهنم (انگلیسی: Hell Divers) فیلمی آمریکایی در سبک درام به کارگردانی جورج دبلیو هیل است که در سال ۱۹۳۲ منتشر شد.

## بازیگران
- والاس بیری
- کلارک گیبل
- آلن راسکو
- کلیف ادواردز
- کنراد نیگل
- دوروتی جوردن
- جک پنیک
- جان میلجان
- ماری پره‌وو
- مارجوری رامبئو
- رالف گریوز
- چارلز سالیوان